# Giardino del Principe
Il giardino del Principe è un giardino storico situato ad Aranjuez, tra la calle de la Reina e il fiume Tago. Creato per ordine di Carlo IV, aveva lo scopo di unificare, mediante lo stile paesaggista, un insieme di spazi verdi precedenti in uno globale. Da 1931 è classificato come bene di interesse culturale e dal 2001 è patrimonio dell'umanità come parte del paesaggio culturale di Aranjuez.

## Storia
Situato a nord della calle de la Reina e delimitato dal fiume Tago, la sua realizzazione avvenne nell'ultimo quarto del XVIII secolo con l'intenzione di unificare piccoli spazi verdi precedenti in un nuovo giardino realizzato secondo il concetto del giardino all'inglese. Venne così realizzata la ristrutturazione tra il 1553 e il 1561 ad opera di Jerónimo di Algora e Juan Bautista de Toledo, per ordine di Filippo II, e la costruzione dell'imbarcadero e la strada omonima sotto il regno di Fernando VI. Questi spazi vennero poi ristrutturati sotto Carlo III e, a seguito di un ordine reale del 1772, Carlo IV pose termine all'unificazione degli ultimi quattro giardini. I lavori vennero eseguiti sotto la guida di Pablo Boutelou, tra il 1775 e il 1784, e dallo stesso Juan di Villanueva tra il 1785 e il 1808.

## Delimitazione e accessi

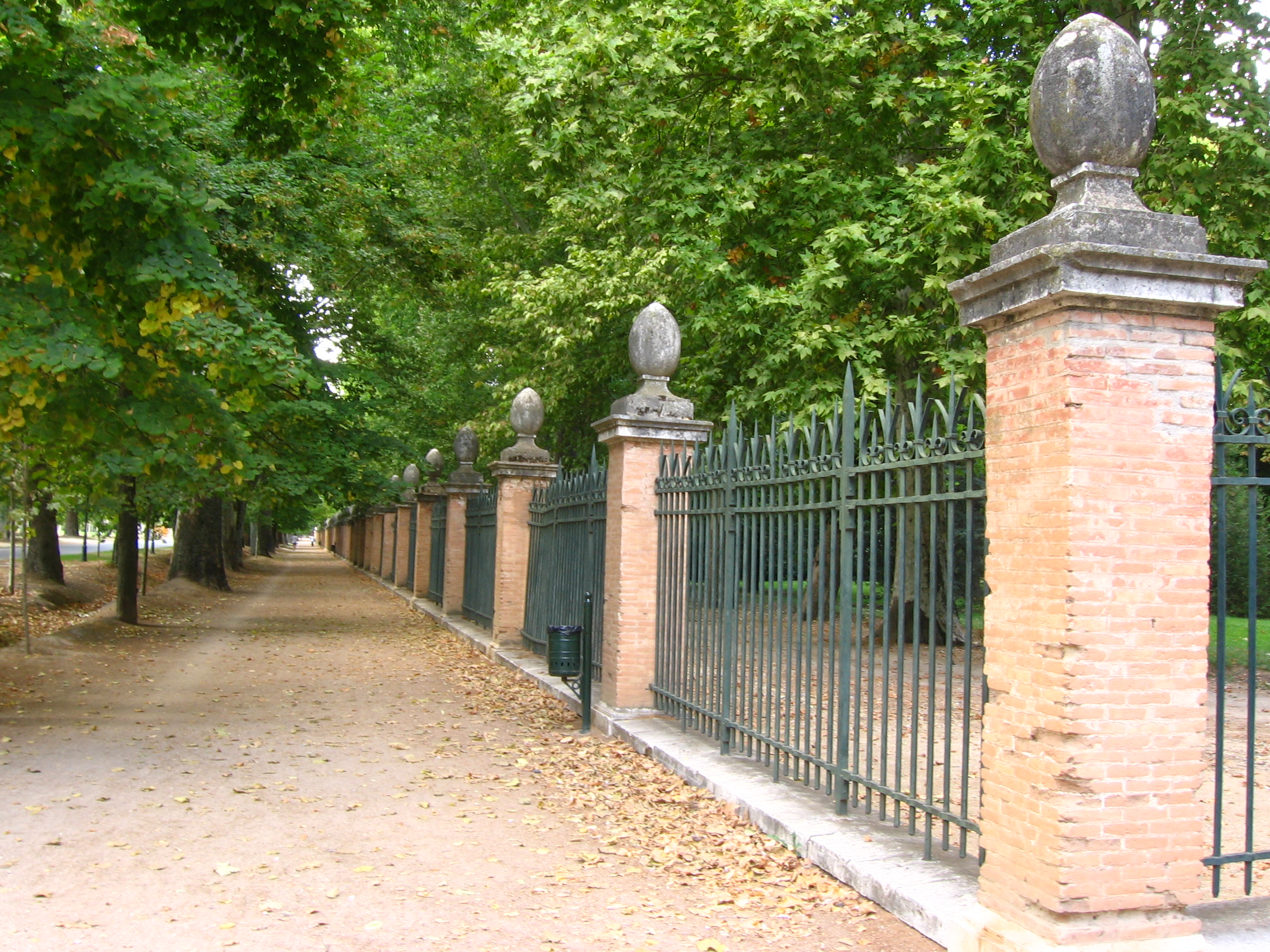
Ingresso al giardino

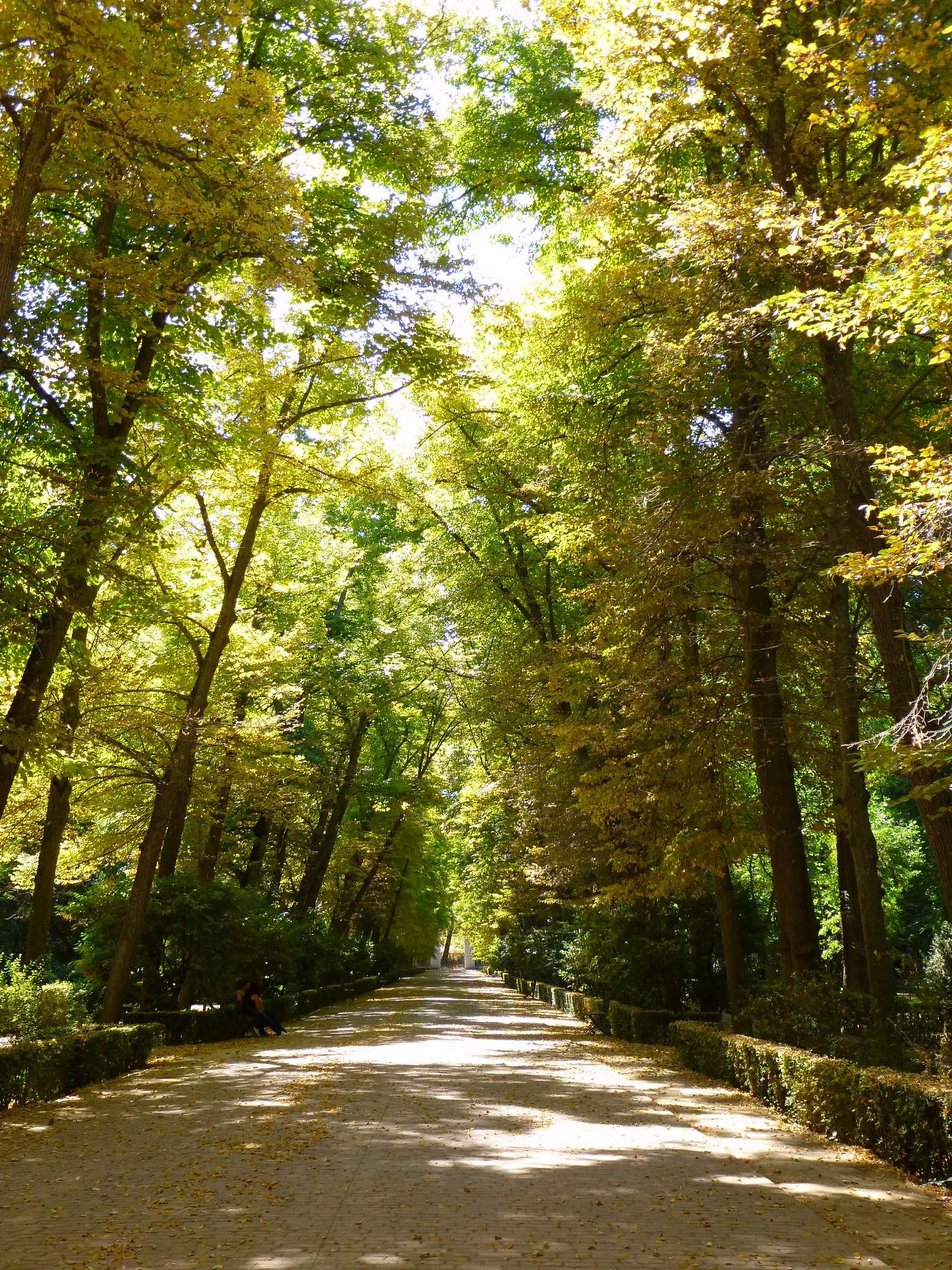
Viale alberato

Il giardino è lungo quasi tre chilometri, e ricopre una superficie di 145 ettari. La sua recinzione è costituita da cancellate in ferro battuto incardinate in pilastri in laterizio e venne realizzata tra il 1758 e il 1759 ad opera di Giacomo Bonavia. Dopo l'interruzione dovuta alla guerra d'indipendenza, i lavori vennero completati nel 1845. Originalmente era in legno, ma fu sostituita con cancellate in ferro tra il 1901 e il 1905.
L'accesso dalla calle de la Reina avviene da 15 porte, con la principale situata vicino al palazzo. Tra tutte ne emergono quattro per la loro monumentalità:
- Porta dell'Imbarcadero o del Principe: attribuita a Juan de Villanueva, si compone di due gruppi, uno per lato, di quattro colonne di granito in ordine ionico. Vi si trova una garitta per le guardie, rifinita da un piccolo tetto con sopra una trabeazione, un fregio e una cornice. Sopra il tetto si trovano dei vasi sorretti da amorini e dei rosoni, opera di Pedro Mitchell.[2] Originalmente, tra le colonne, c'erano due statue di divinità in marmo, riconosciute come Pomona e Minerva, oggi esposte nel Museo del Prado.[8]
- Porta della calle di Apollo: ha due contrafforti in pietra di Colmenar, con pilastri scanalati in ordine tuscanico fino a un terzo della loro altezza e semicircolari nel resto, coronati da una trabeazione. È attribuita a Juan de Villanueva.[9]
- Porta de la plaza Redonda: la sua composizione è simile a quella della calle di Apollo, con la differenza che, sulla cornice, presenta una copertura metallica con un piedistallo e un vaso. È attribuita a Juan de Villanueva.[9]
- Porta della Casa del Labrador o degli Infanti: venne costruita tra 1803 e 1808 e attribuita ad Isidro González Velázquez. È costituita da due gruppi di elementi simmetrici su ciascun lato de cancello; ognuno presenta una porta pedonale, configurata ad arco trionfale bugnato, rifinita a trabeazione con triglifi e metope, cornicione e solaio, e una colonna in ordine dorico, con trabeazione e cornice rifinita con un vaso.[10]

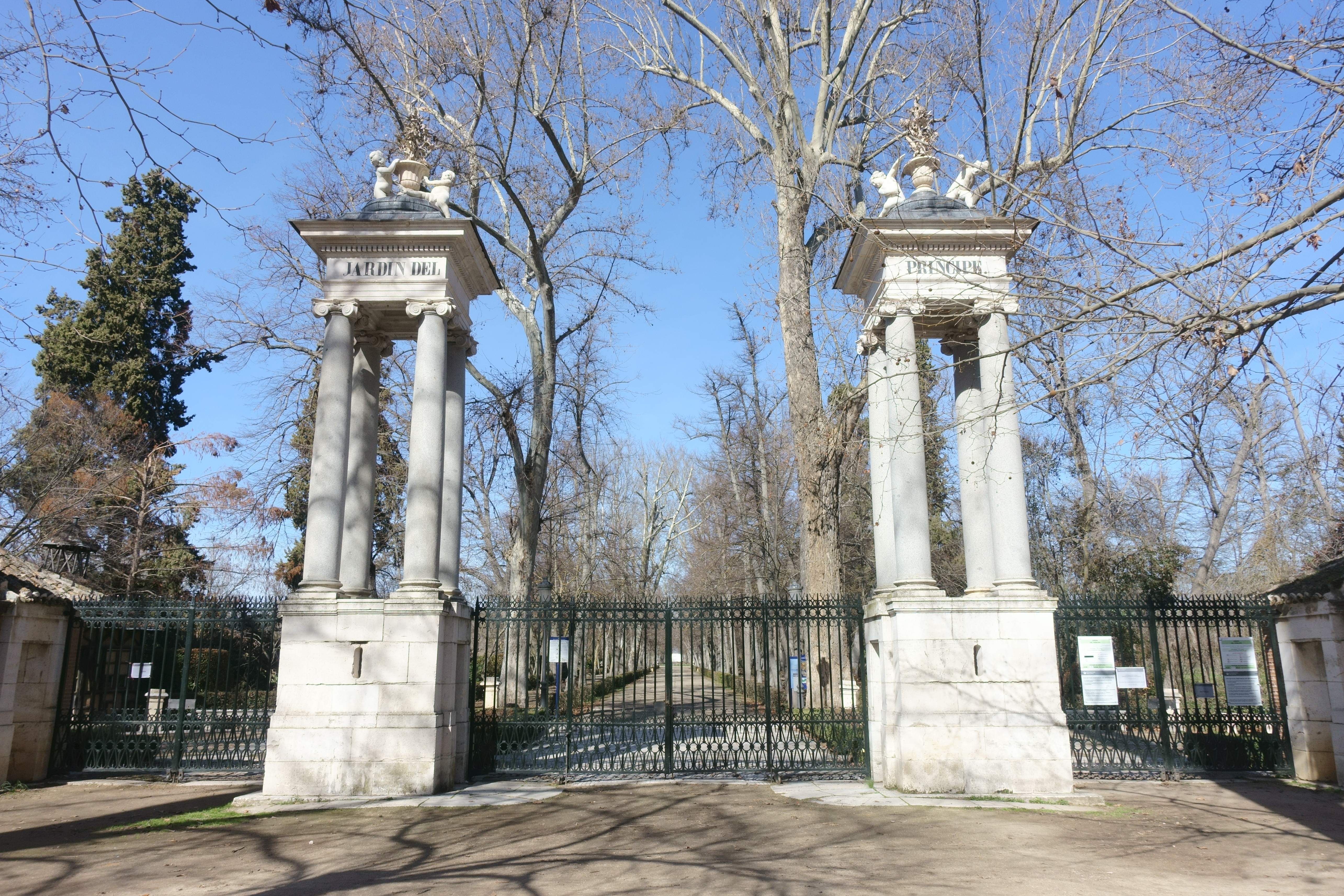
Porta dell'Imbarcadero o del Principe
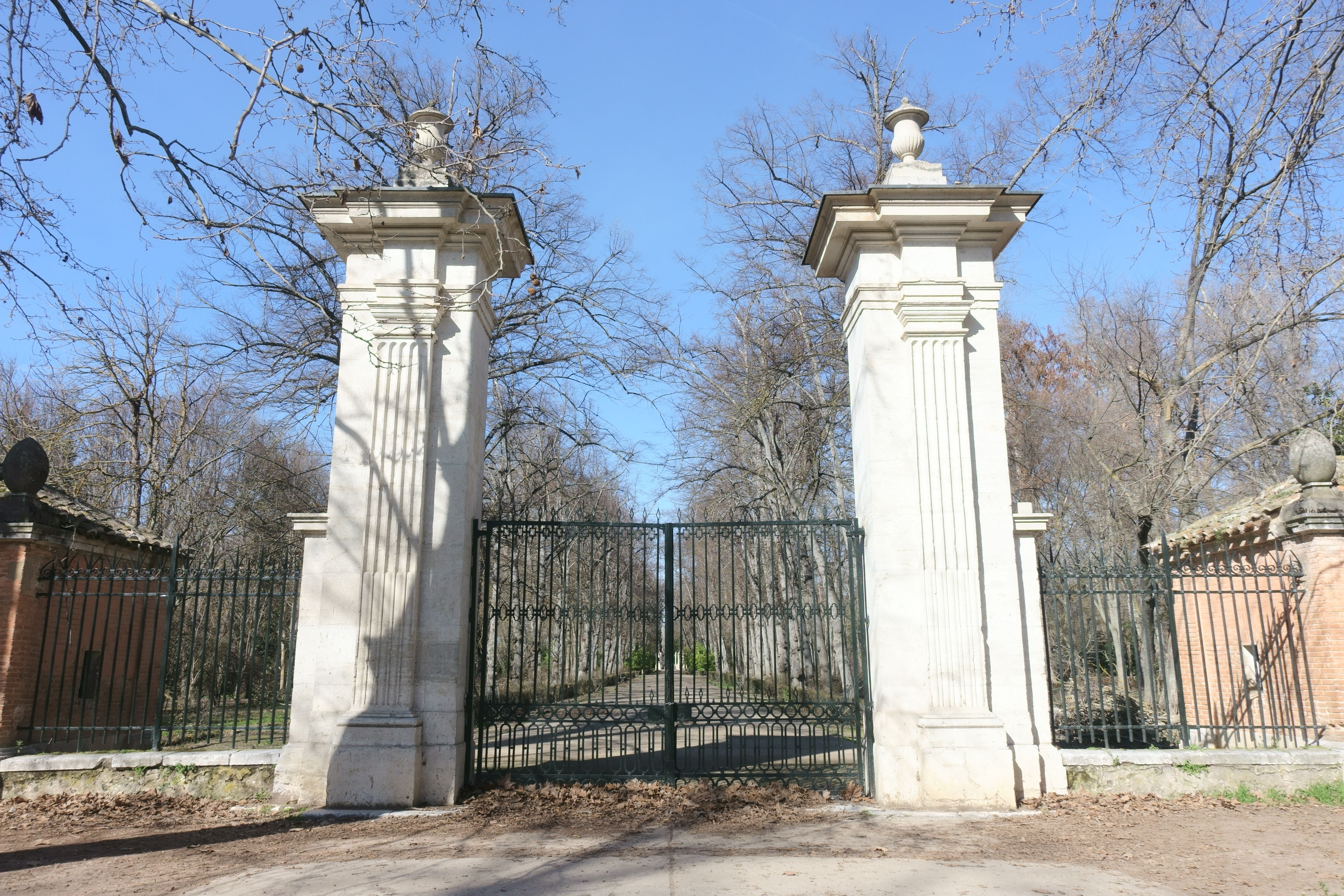
Porta della calle di Apollo
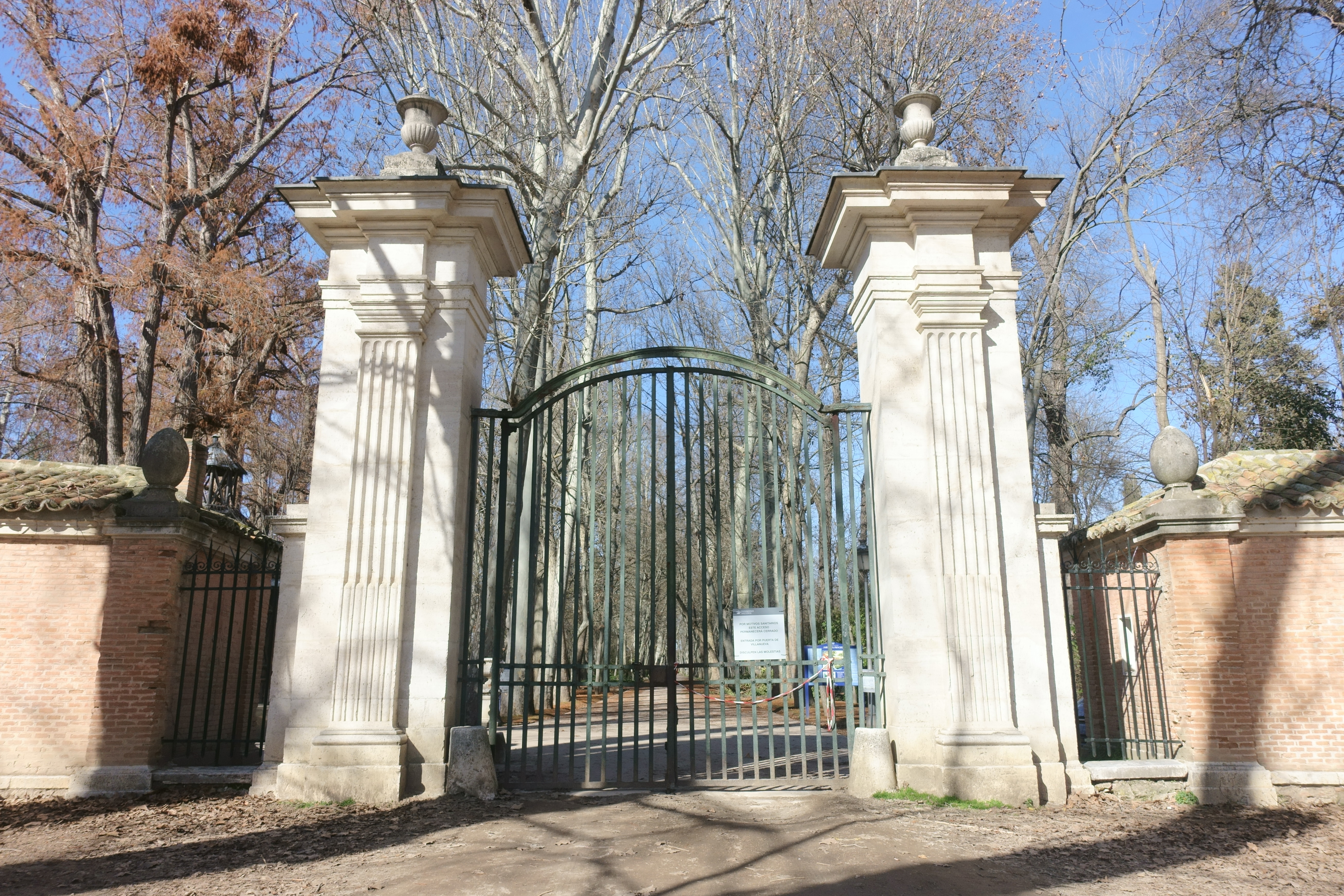
Porta de la plaza Redonda
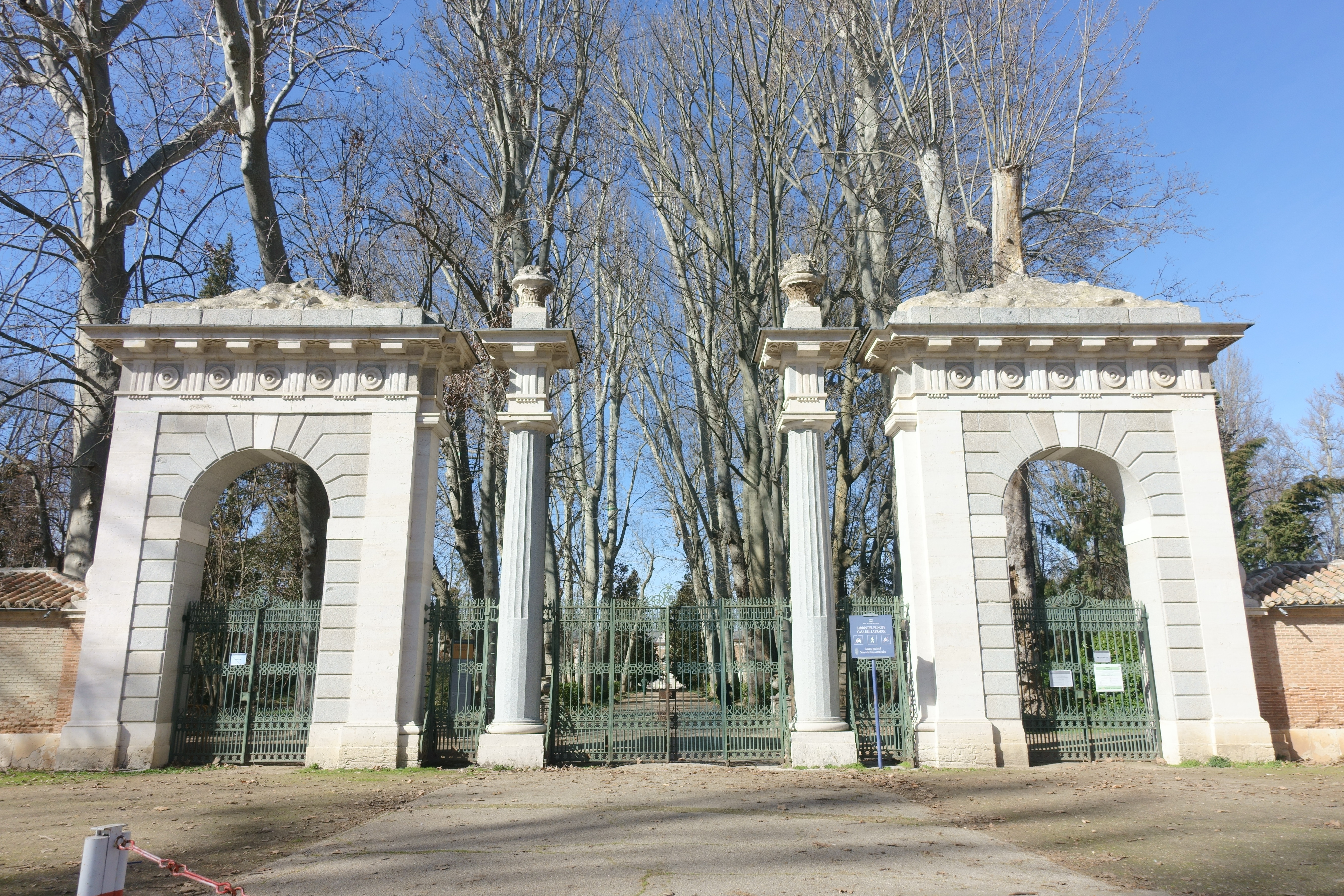
Porta della Casa del Labrador o degli Infanti

## Calle dell'Imbarcadero

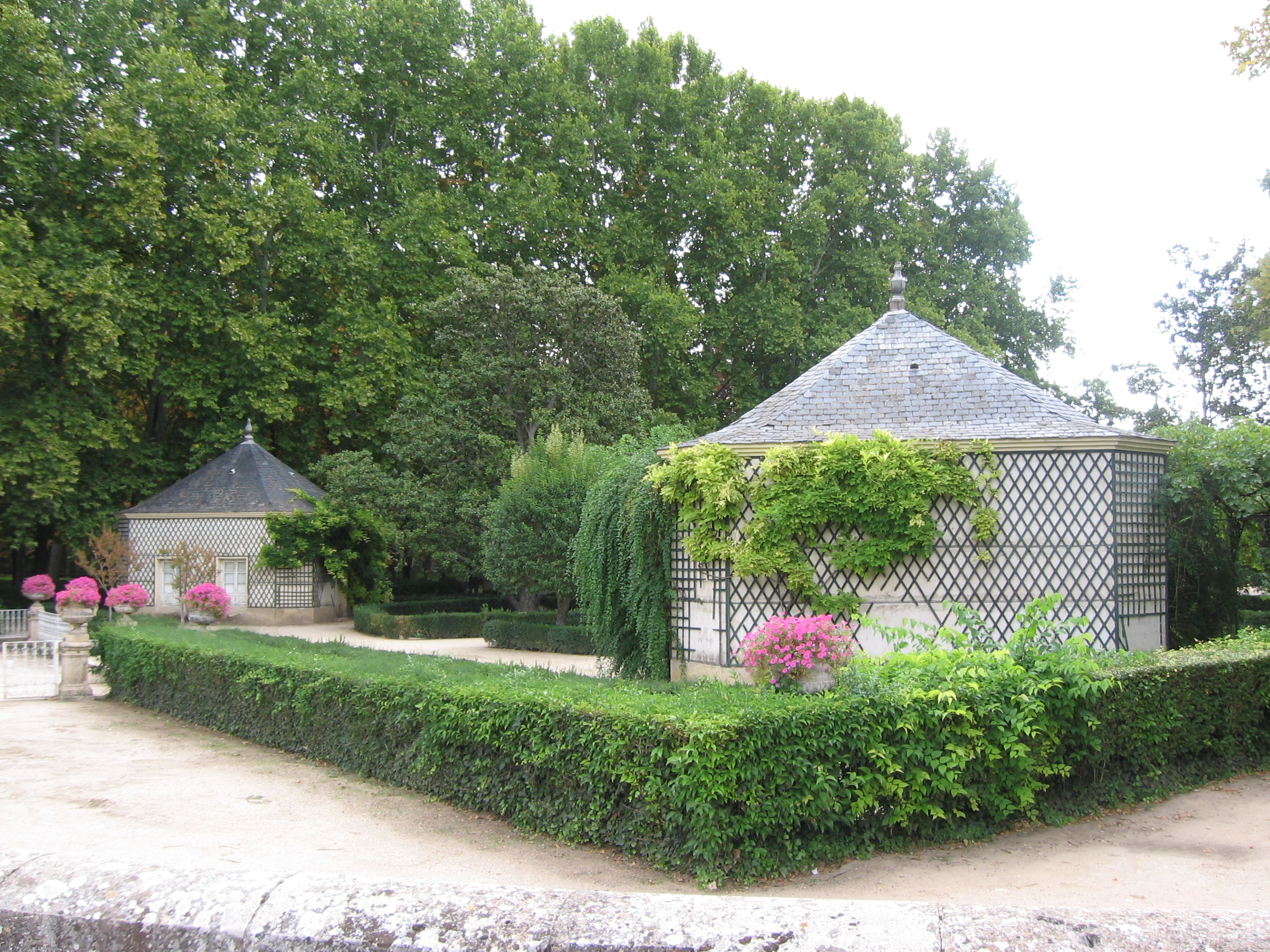
Due dei padiglioni reali

Inizia dalla porta principale del giardino e presenta un tracciato perpendicolare alla calle de la Reina. Contornata da quattro file di alberi, è stata tracciata nel 1754 per facilitare l'accesso all'imbarcadero da parte di Fernando VI. Nella sua parte occidentale c'è una passeggiata vicino al Tago, con una recinzione in muratura e vasi. All'incrocio con la calle Princesa, che va verso est, si trova la plaza de Pamplona; al centro ha una zona verde circolare e sul perimetro otto vasi in pietra di Colmenar.

### Padiglioni reali

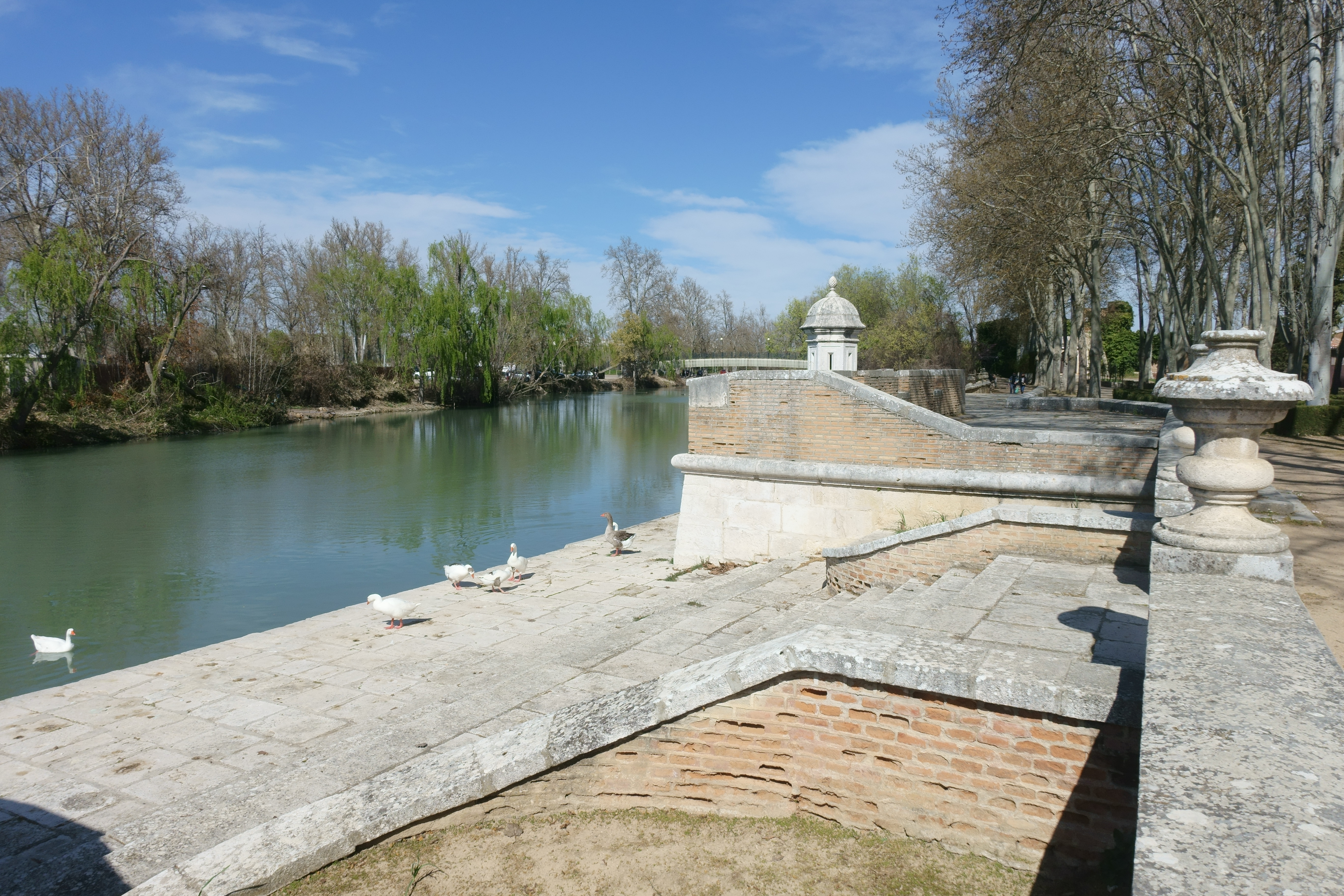
Imbarcadero

Alla fine della strada si trova un piccolo giardino a pianta rettangolare, tracciato da Pablo Boutelou nel 1784. Nella piazza centrale c'è una fontana, con vasca ovale mistilinea e una statua in marmo di Carrara, che tradizionalmente viene considerata come Nettuno. Negli angoli furono eretti quattro padiglioni per l'uso ricreativo degli allora principi delle Asturie, Carlo e María Luisa. Fuori dal giardino, ma sullo stesso asse della calle dell'Imbarcadero, si trova il padiglione reale; a pianta quadrata, è costruito in pietra e ricoperto da un tetto a quattro falde di ardesia. In ogni lato c'è una porta, e agli angoli ha pilastri tuscanici. Venne realizzato nei 1754 da Giacomo Bonavia.

### Imbarcadero

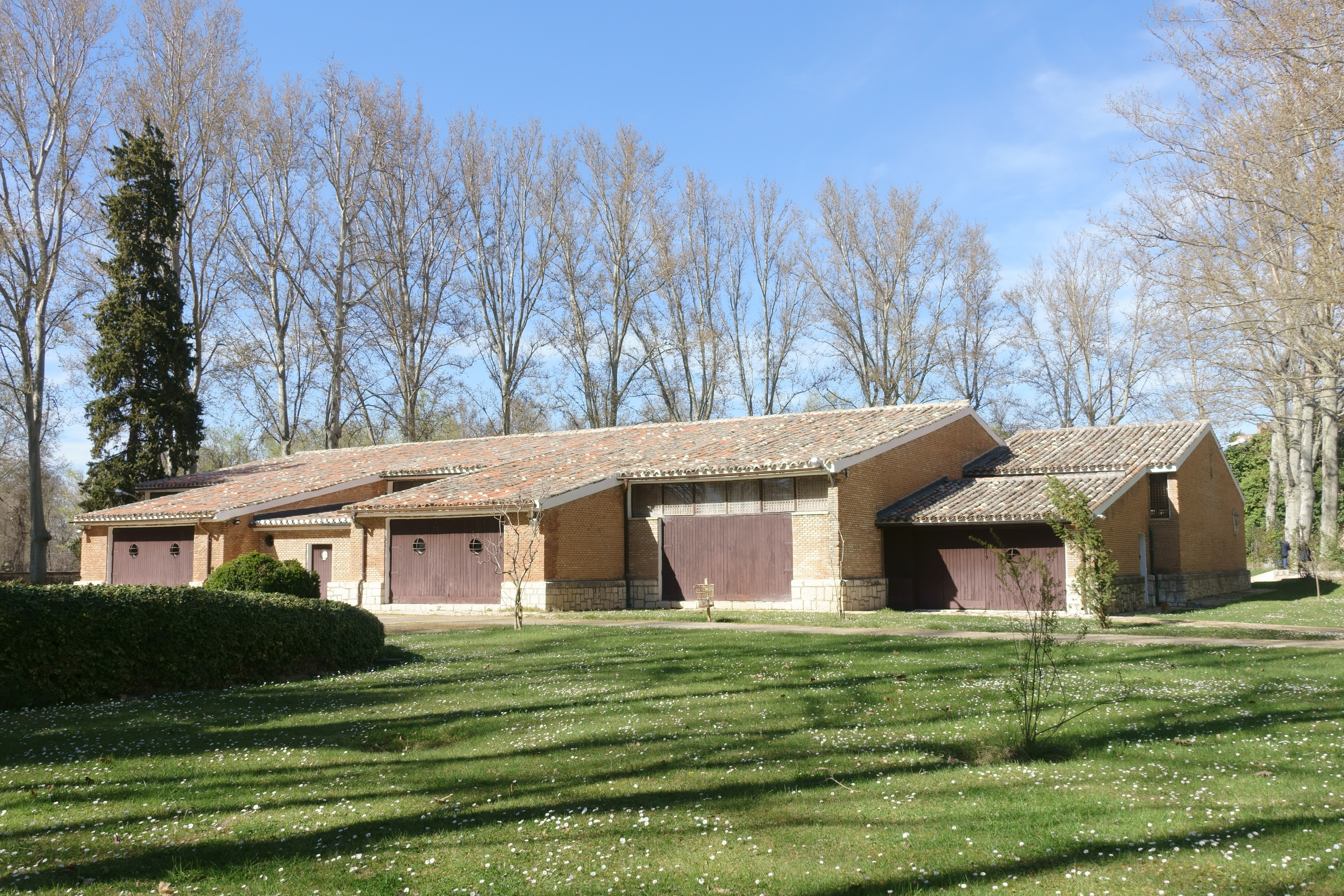
Veduta generale del museo di Falúas Reali

Venne realizzato nella stessa epoca del padiglione reale con la piattaforma di imbarco e le scale di accesso. Tra il 1787 e il 1791, sotto la direzione di Domingo de Aguirre, furono aggiunti un insieme di elementi in stile militare, come bastioni, merlature e garitte di pietra. Aveva una batteria di cannoni il cui scopo era quello di salutare la famiglia reale in occasione della loro navigazione sul Tago.

### Museo di Falúas Reales

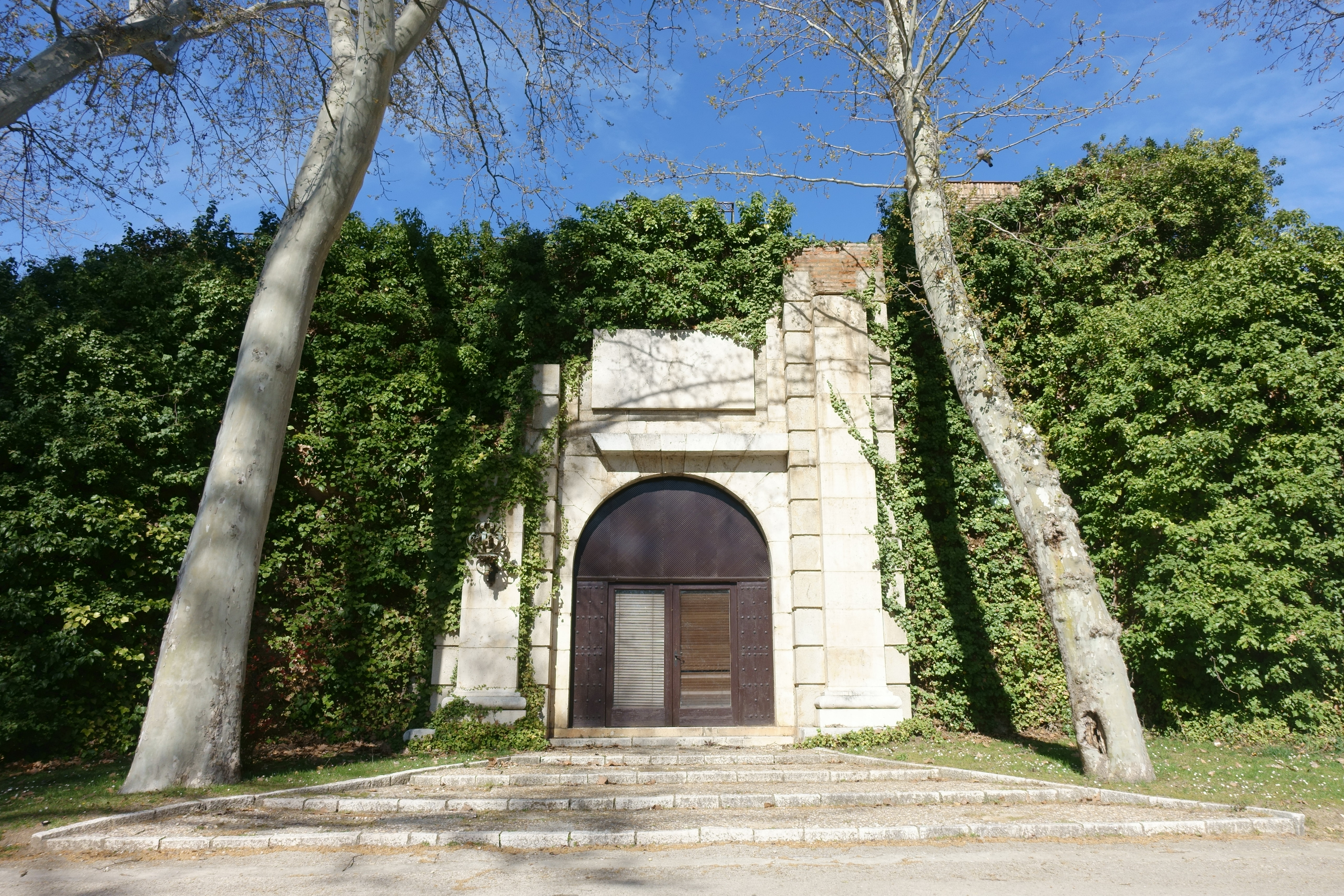
Il Castello

Si tratta di un edificio realizzato in laterizio tra il 1963 e il 1966, secondo un progetto di Ramón Andrada Pfeiffer, nel quale è esposta una collezione di falúas o imbarcazioni da diporto utilizzate dalla monarchia spagnola. Al suo posto, in precedenza, c'era un giardino progettato da Pablo Boutelou nel 1784, consistente in un prato centrale, con vialetti a fondo sabbioso, che arrivavano al Tago.

### Castello
Ubicato in uno dei meandri del Tago, venne costruito da Domingo de Aguirre nel periodo 1800-1805. Si tratta di una costruzione in mattoni che non poté essere rivestita in pietra di Colmenar a seguito dell'inizio della guerra d'indipendenza. La sua funzione prevista era di belvedere, oltre che elemento decorativo di un giardino all'inglese.

## Giardino e orto di primavera

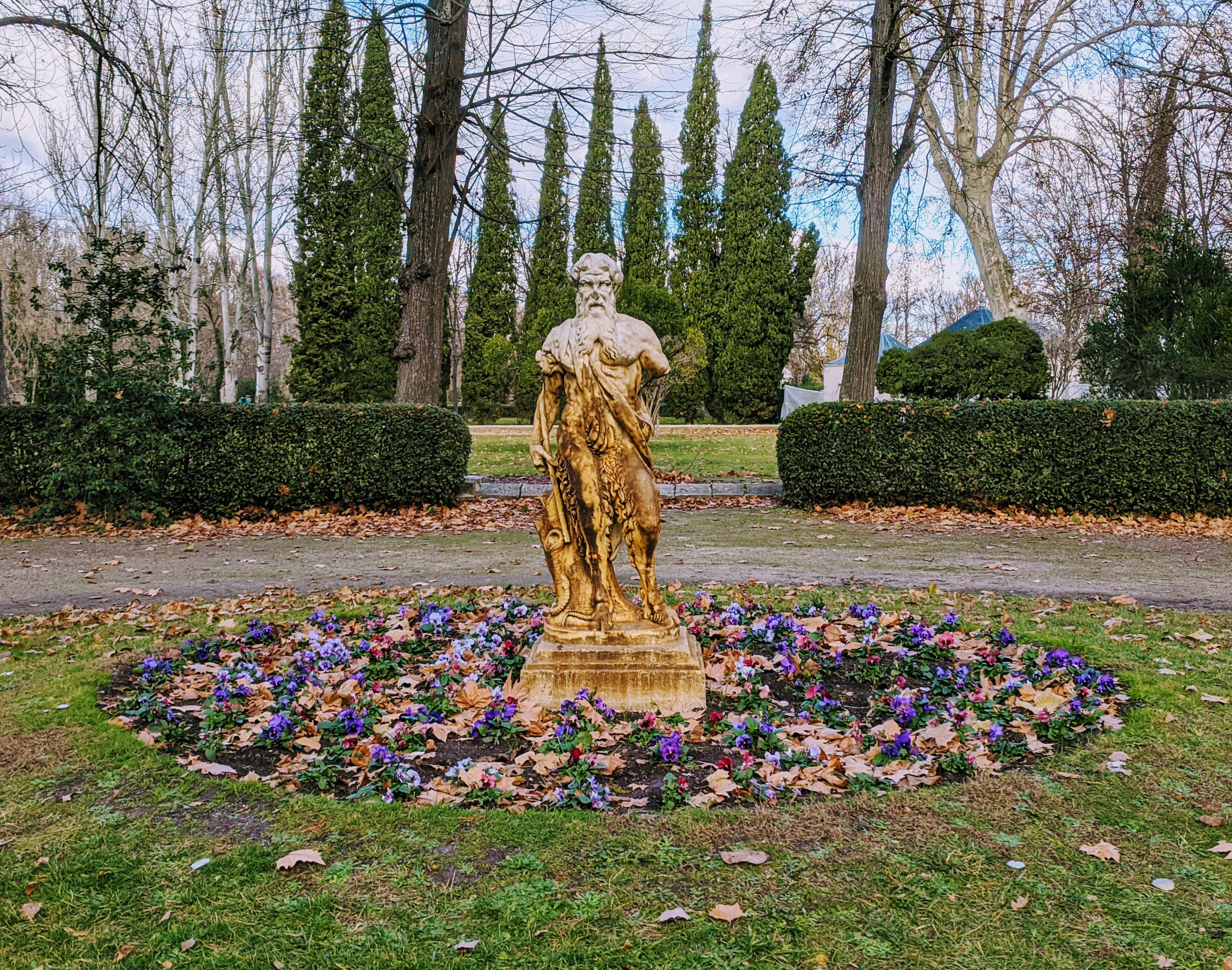
Fauno

Si tratta di un complesso a pianta ortogonale le cui origini risalgono al XVI secolo, quando Filippo II ne progettò l'irrigazione grazie al canale dell'Aves. Questi frutteti, chiamati Arriba, Guindalera, Jardín de los Negros ed Esparragal, furono riorganizzati nel 1756 secondo un progetto di Esteban Boutelou II, da cui fu chiamato Giardino della Primavera. Due anni dopo, Santiago Bonavía costruì un ha-ha tra esso e il Sotillo e, dopo aver integrato il complesso nel giardino del Principe, fu sostituito da un viale alberato. Possedeva un'importante piantagione di frutta, con più di 110 varietà di pere, mele, susine, amarene, melograni e gelsi.

## Primo giardino
Questo insieme, anche denominato giardino Spagnolo, si trova tra la calle dell'Imbarcadero e il fiume Tago. È formato da un tracciato regolare nel quale si trovano tre piazze, una quadrangolare, un'altra rettangolare e un'ultima circolare. Nel centro di questa si trova l'efigie di un fauno rappresentato con i suoi attributi: gambe di capra, manto di pelle e tronco di olivo.

## Secondo giardino

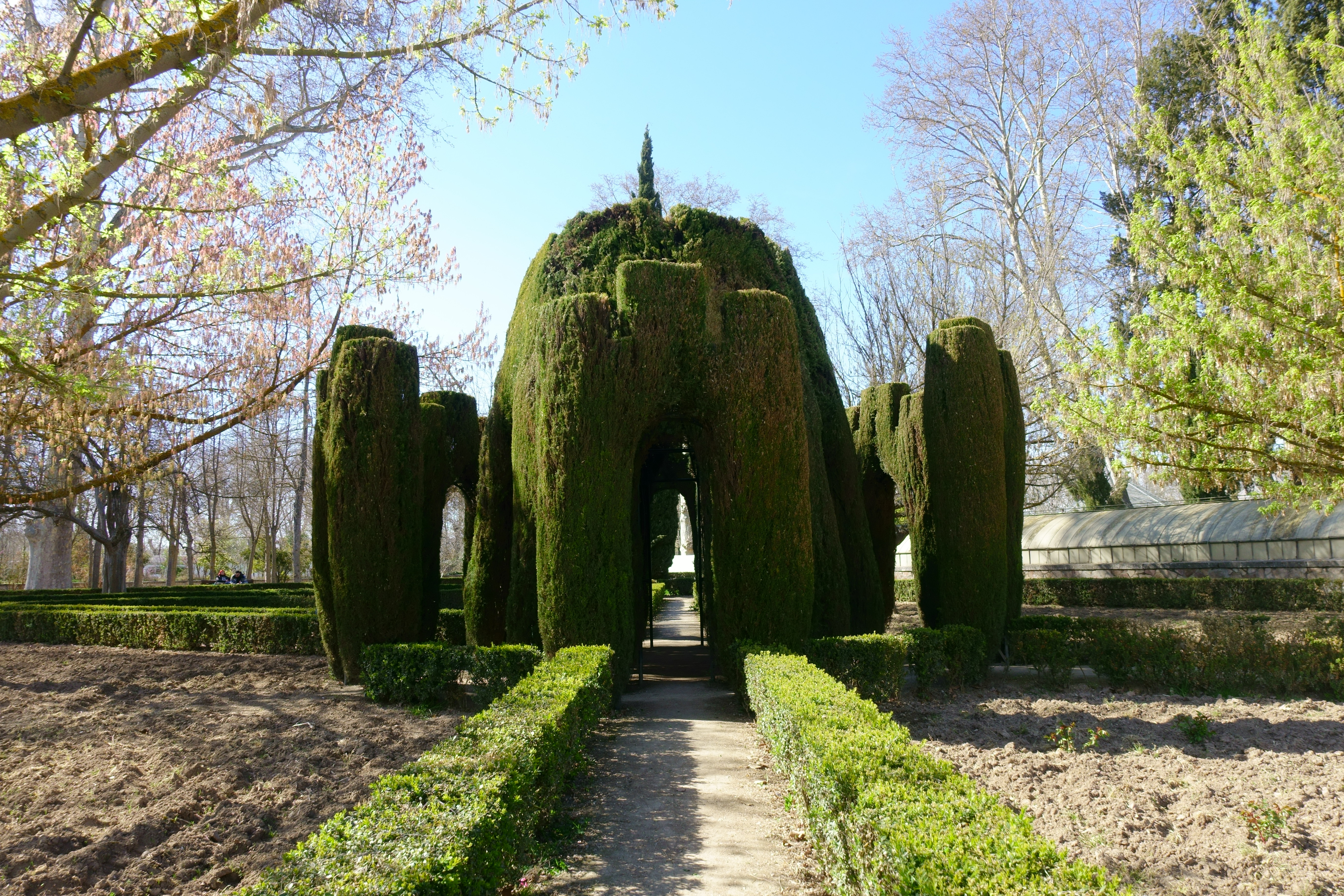
Cenador di Rusiñol

Anticamente denominato il Sotillo era configurato come un prato. Trova riscontri nel Giardino Spagnolo e presenta una pianta squartata, con alberi ornamentali e da frutto sui camminamenti e nelle piazze. Alla fine del XIX secolo fu collocato il cosiddetto Pergolato di Rusiñol, costituito da una rotonda di cipressi che formano un pergolato all'incrocio di due strade diagonali, e che era uno dei motivi preferiti da Santiago Rusiñol.

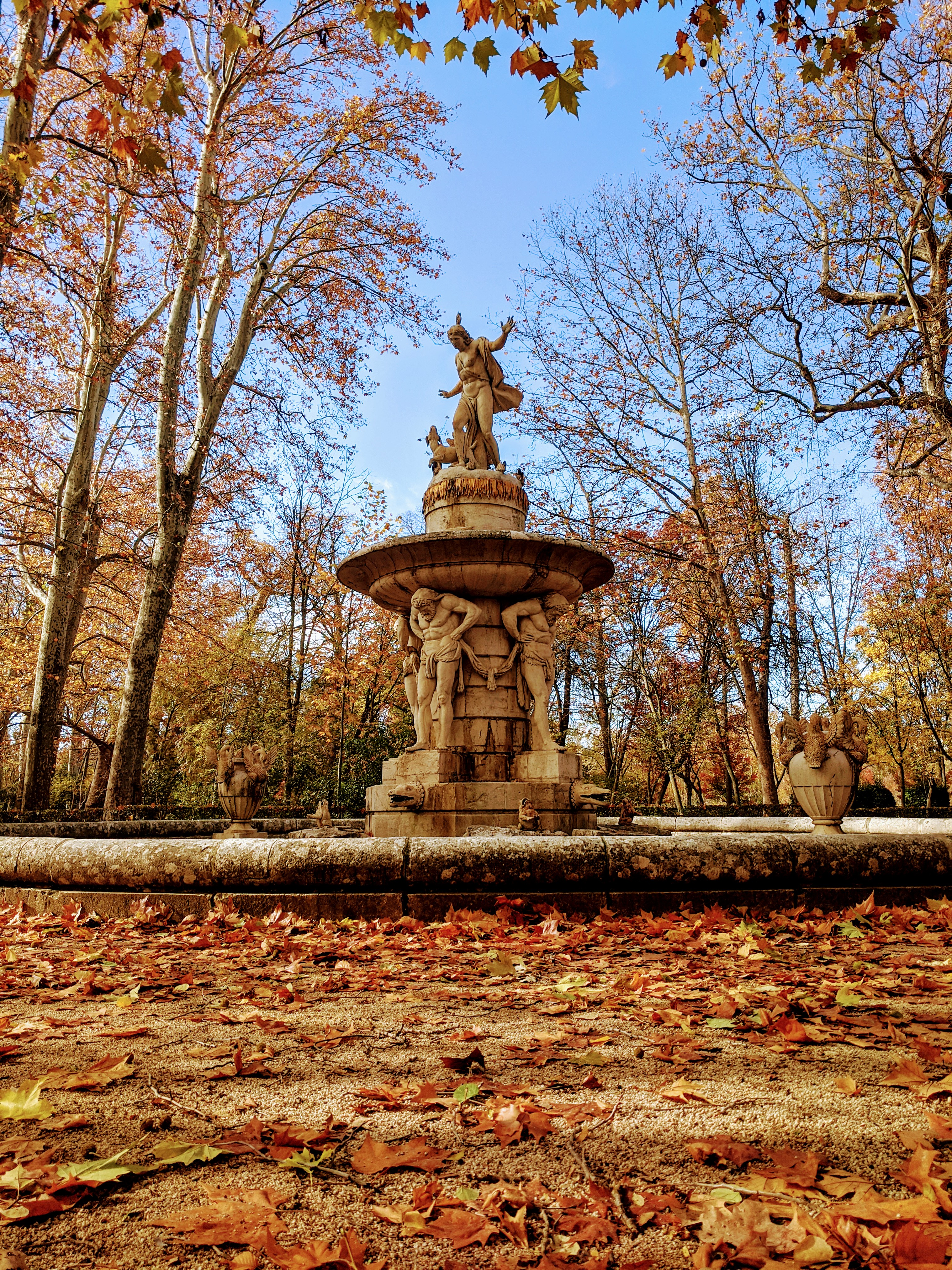
Fonte di Narciso in autunno

## Terzo e quarto giardino
Spazio a pianta triangolare, comprende due giardini uniti da un asse centrale; vi si trovano tre piazze: una ovale dove si trova la fonte di Narciso, un'altra circolare, e un'altra ovale, nella quale si trova lo stagno mistilineo che accoglieva l'insieme scultoreo di Cerere, prima del suo trasferimento al giardino del Parterre. Il terzo giardino presenta un design irregolare, di vialetti sinuosi, con gruppi desordinati di cespugli e alberi; il quarto giardino mostra un tracciato regolare, con strade rettilinee.
La fonte di Narciso fu realizzata da Joaquín Dumandre, all'epoca di Carlo IV, ma dopo la sua distruzione, durante l'occupazione francese, venne sostituita da un'altra realizzata da Isidro González Velázquez nel 1827, al tempo di Fernando VII. È composta da una vasca circolare al cui interno ci sono due vasche con narcisi e anatre e un pilastro su roccia, su cui poggiano quattro atlanti, e, su questi, una coppa con piedistallo su cui è posta la statua di Narciso, rappresentato nel momento di essere visto riflesso nell'acqua. I vasi, gli atlanti, Narciso e le figure di animali sono realizzati in piombo e dipinti di bianco.

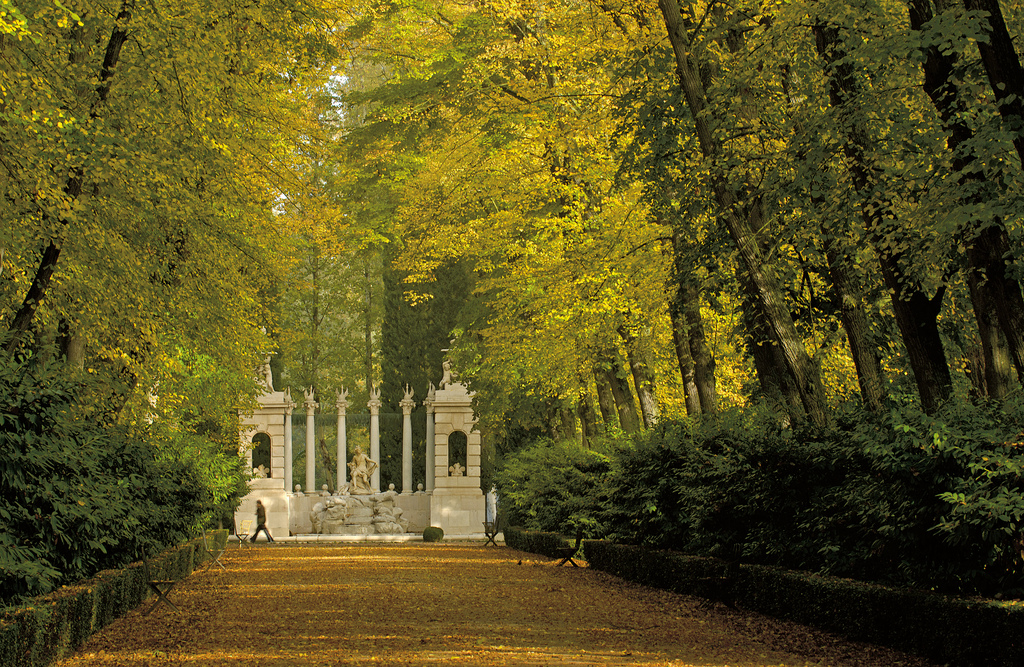
Strada e, al fondo, la fonte di Apollo

## Quinto giardino

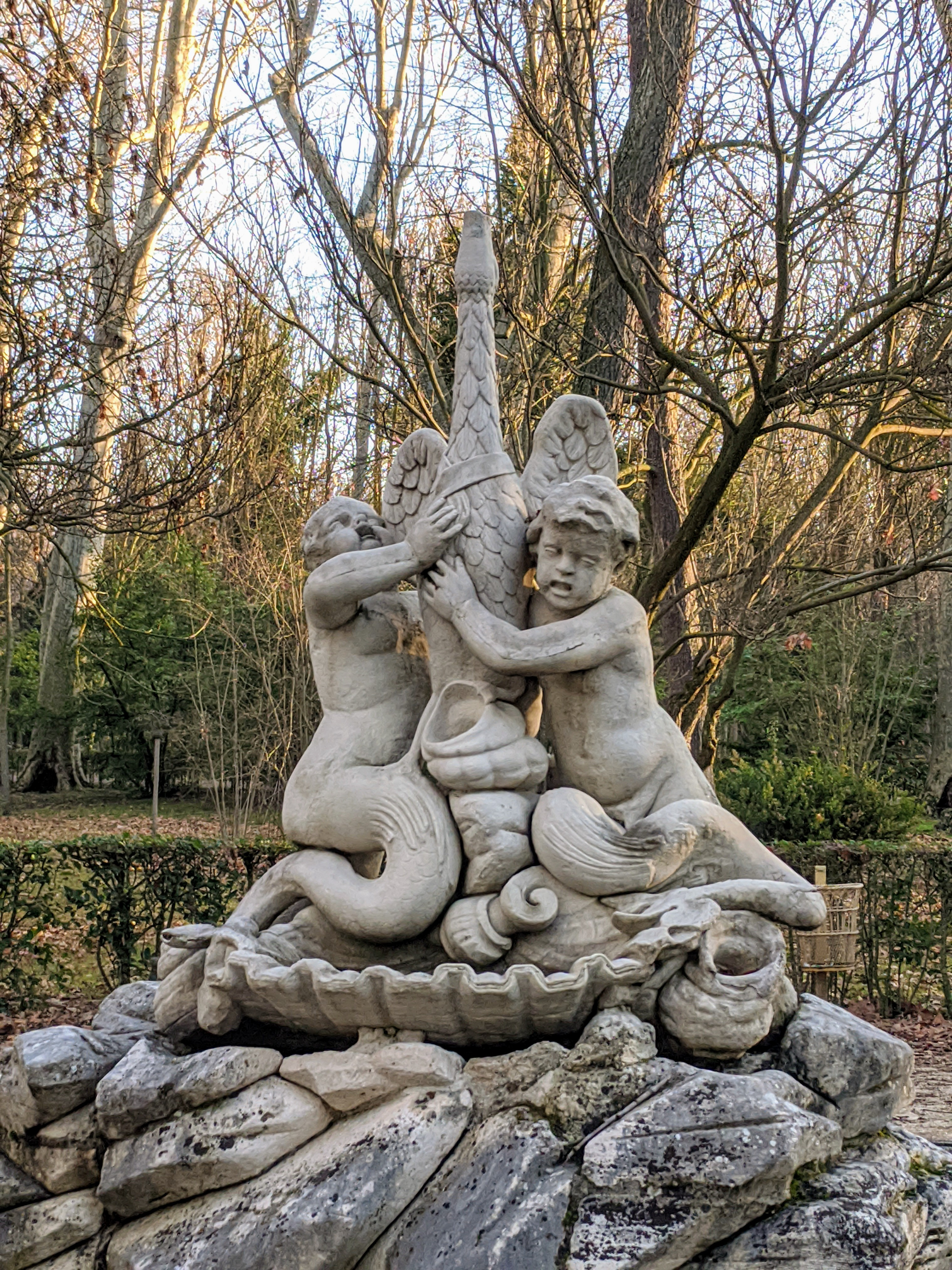
Dettaglio della fonte del Cigno

Possiede forma triangolare, con base circolare e il vertice nella fonte di Apollo. Nel centro del giardino si trova una piazza circolare con al centro la fonte del Cigno, che presenta una roccia sulla quale due tritoni sostengono il volatile. La strada che bordeggia questo quinto giardino, entrando dalla calle de la Reina, è una delle più notevoli del giardino del Principe; presenta una galleria naturale formata da alberi ai suoi lati e come fondo scenico c'è la fonte.
Questa è costituita da due elementi architettonici in pietra alle sue estremità, traforati da finestre e rifiniti in cesti sorretti da due bambini realizzati in piombo dipinto. Tra i due elementi, c'è un semicerchio di colonne corinzie, decorato con cigni e ghirlande, entrambi realizzati in piombo dipinto. Al centro dell'ensemble c'è una roccia artificiale e su di essa una replica della scultura di Apollo, l'originale proveniva dall'ensemble Apollo e le Muse, del palazzo della Grangia, ma venne spostato ad Aranjuez da Carlo IV, fino al suo ritorno alla Grangia nel 2000 inserito dietro un semicerchio di cipressi.

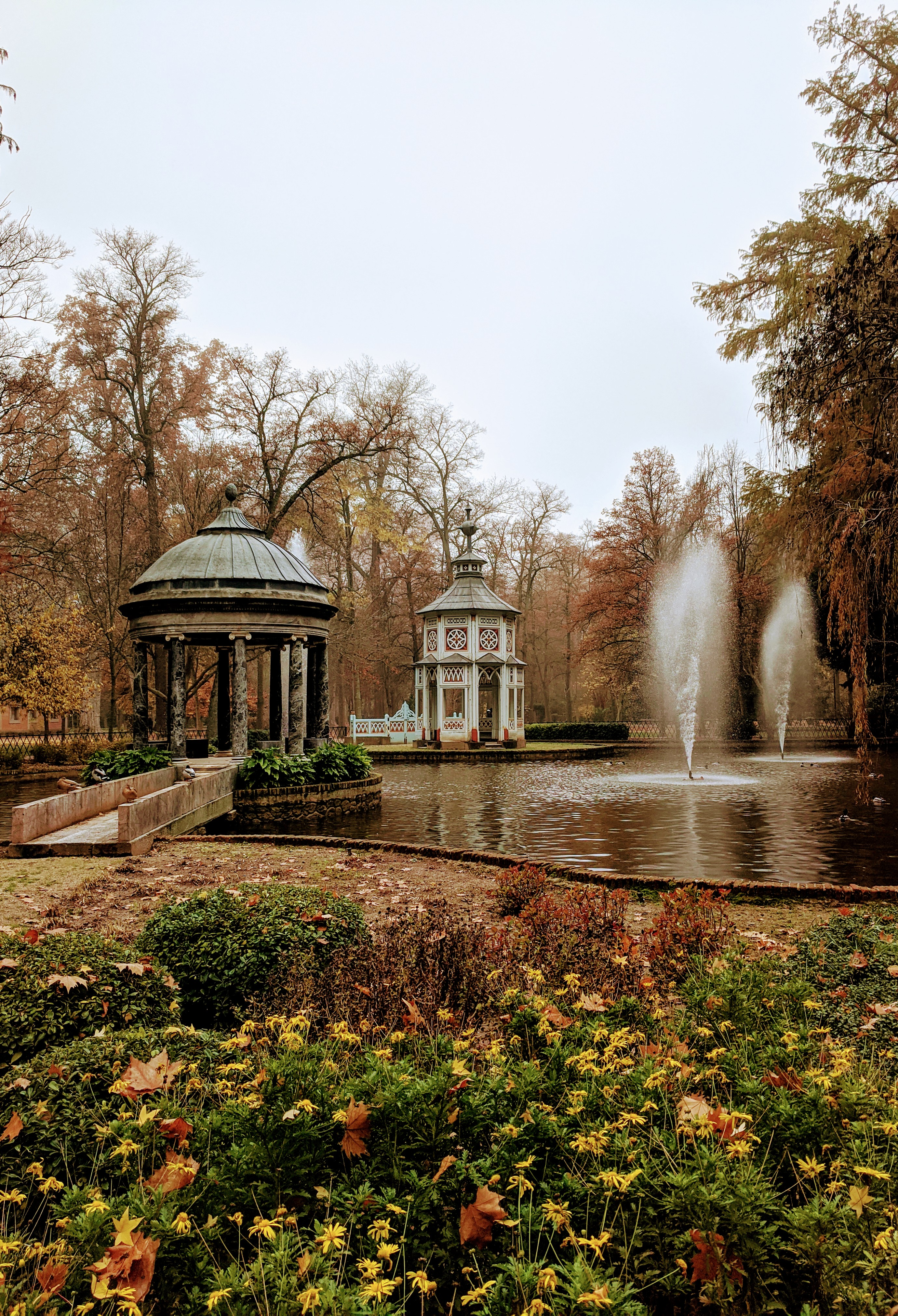
Stagno cinese in autunno

## Sesto giardino
Da questo spazio, ad est, non era stato eseguito alcun layout precedente né presentava elementi che ne influenzassero il design, quindi si potevano applicare le regole del paesaggio all'inglese. Vi si trova l'insieme più interessante di tutto il giardino, lo stagno cinese. Questo ha una forma compatta, con sponde irregolari, e all'interno si innalzano tre isole, con un ponte per facilitarne l'accesso, ad eccezione dell'obelisco, che è andato perduto. Ognuna ha un elemento architettonico realizzato da Juan de Villanueva nel 1790.
In primo luogo, un tempietto classico, a forma di tholos greco. È monottero, con dieci colonne in ordine ionico realizzate in marmo proveniente dalla Grangia. Sulle colonne c'è una trabeazione in pietra calcarea ricoperta da una calotta sferica in piombo, sormontata da un ananas. In secondo luogo, un padiglione cinese; ha pianta ottagonale, con quattro finestre a bovindo e quattro porte, ad arco acuto che ricordano il gotico, e, sopra, pannelli lignei con decorazione geometrica. Il tetto è a otto falde, di ispirazione orientale, ed è rifinito da una piccola lanterna. Opera di Isidro González Velázquez, assomiglia a un chiosco turco, benché il progetto originale di Villanueva assomigliava più a una pagoda. Per ultimo l'obelisco, elaborato in pietra, alto sette metri e collocato su rocce. Fanno parte dell'insieme diversi alberi e a lato c'è una grotta tra le rocce, dalla quale sorgeva l'acqua dello stagno.
Un altro elemento di questo sesto giardino è la Montagna Russa o Svizzera. Si tratta di una collina artificiale innalzata su una sala di tipo basilicale, non terminata. Venne realizzato da Isidro González Velázquez chee nella sua sommità collocò un tempietto neogotico, con pianta quadrata e coperto da un tetto a quattro falde.

## Settimo giardino
In quest'area venne sviluppato un programma paesaggistico attraverso le cosiddette isole. Nella parte settentrionale, accanto al Tago, si sviluppò una composizione di strade strette e tortuose che portavano a una casa, con ruscelli, ponti e colline artificiali. Accanto a calle de la Reina, vennero costruiti un estuario e diverse isole, con l'obiettivo di rappresentare l'incontro del Tago e del Jarama attraverso un percorso tortuoso. Su una delle isole fu costruita una capanna, detta dell'Eremita, con un ponte e un frutteto, oggi scomparsi. Alcune specie esotiche furono portate dai territori spagnoli di oltramare.

## Ottavo giardino

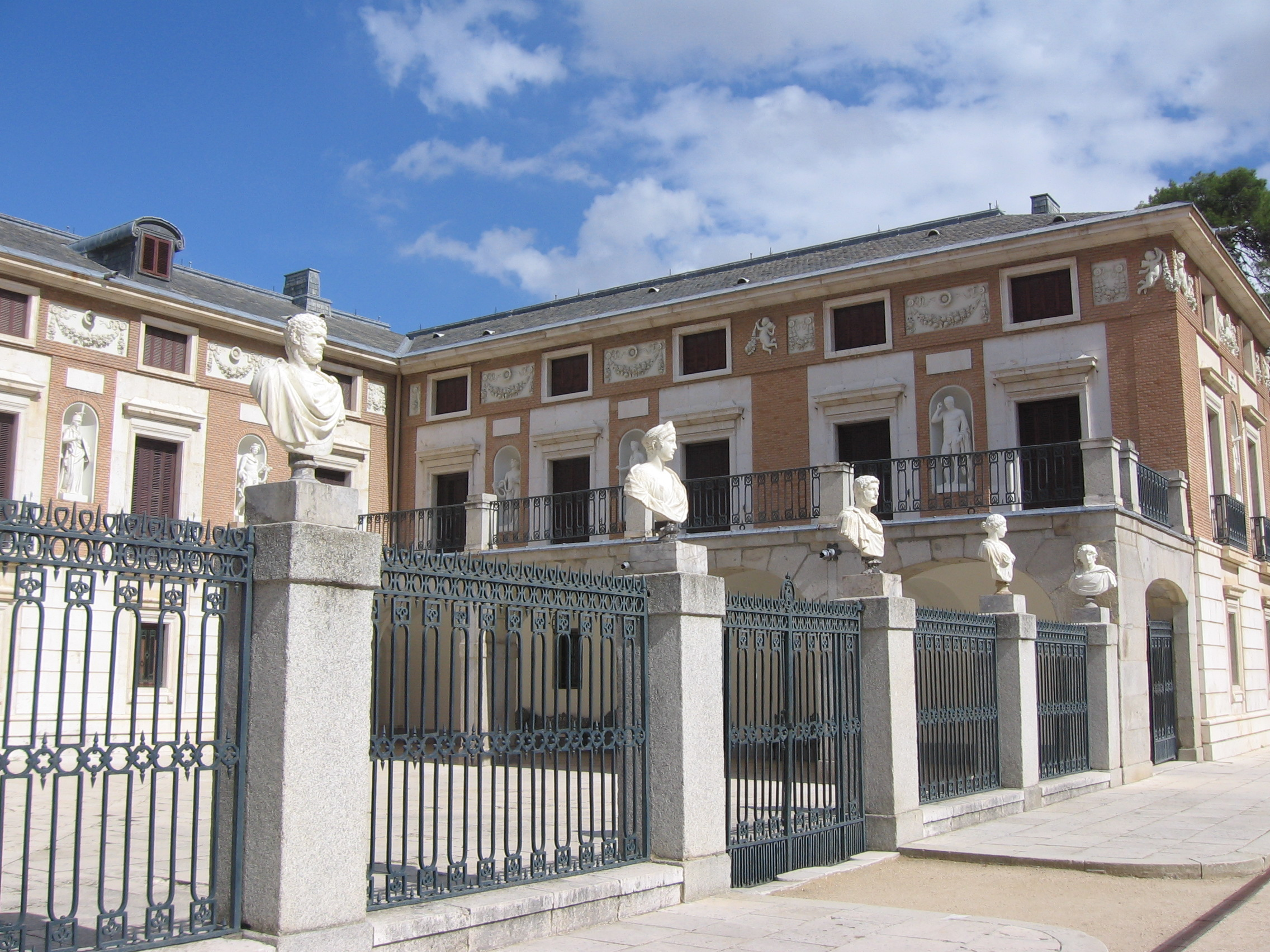
Veduta parziale della Casa del Labrador

L'ultimo degli spazi, confinante ad est con i vivai, ha come elemento principale la Casa del Labrador. Esempio di architettura neoclassica, si tratta di un capriccio destinato alla ricreazione e al divertimento di Carlo IV, lontano dal protocollo di Palazzo. La casa ebbe due fasi costruttive. Una prima, tra il 1794 e il 1796, ad opera di Juan de Villanueva, nella quale venne realizzato un edificio rettangolare, con piano terra, piano nobile e attico, realizzato in mattoni e senza decorazione esterna. Era una tipica casa di lavoro, da lì il suo nome, come complemento del paesaggio del giardino.
La seconda fase, tra il 1798 e il 1804, ha visto un ampliamento e ristrutturazione dell'edificio ad opera di Juan de Villanueva e Isidro González Velázquez, con la costruzione di due ali laterali, l'inserimento di un cortile d'onore chiuso e l'arricchimento della decorazione tanto interna che esterna. Così, sulla facciata, l'intonaco è protagonista e presenta imbottiture al piano terra, nicchie per statue e cornici di balconi al piano nobile e pannelli con frutta e fiori al sottotetto. Nelle nicchie vennero collocate statue in gesso, opera di Joaquín Arali, e nel 1805 venti busti di imperatori romani.